# Авидская епархия
Авидская епархия (греч. Επισκοπή Αβύδου) — титулярная епископия Константинопольской православной церкви. Абидос — древний город в Мисии. Он был расположен на мысе Нара-Бурну на азиатском побережье Геллеспонта, напротив древнего города Сест и недалеко от нынешнего города Чанаккале в Турции.
Абидская епископия появляется во всех Notitiae Episcopatuum Константинопольского патриархата с середины VII века до времени Андроника III Палеолога (1341), сначала как епископия в подчинении Кизикской митрополии, а затем с 1084 года как митрополия престола без подчинённых епископий. Самым ранним епископом, упомянутым в дошедших до нас документах, является Маркиан, подписавший совместное письмо епископов Геллеспонта к императору Льву I Фракийцу в 458 году, протестуя против убийства Протерия Александрийского. В письме Петра Кнафея (471—488) упоминается епископ Абидский по имени Памфил. Епископ Аммоний подписал декретное письмо Константинопольского сбора 518 года против Севира Антиохийского и других. Епископ Исидор был на Третьем Константинопольском Соборе (680—681), Епископ Иоанн — на Трулльском соборе (692), Епископ Феодор — на Втором Никейском Соборе (787). Безымянный епископ Абидский был советником императора Никифора II в 969 году.
Печати свидетельствуют о том, что Феодосий был епископом Абидоса в XI веке, а Иоанн — митрополит Абидский в XI—XII веках. Абидос оставался митрополичьим престолом до тех пор, пока город не пал от рук турок в XIV веке.
В 1222 году, во время Латинской оккупации, папский легат Джованни Колонна объединил епархии Абидоса (по латыни — Абидус) и Мадитоса и поставил престол под прямую папскую власть. Абидус больше не является резидентным епископством, с 1816 года кафедра являлась титуляроной в Католической Церковью в качестве.
В XIX веке Авидская епископия была возрождена как титулярная кафедра Константинопольского патриархата.

## Епископы
источники:
- Никодим (Пападопулос) (19 апреля 1892 — 23 мая 1906)
- Герман (Гарофаллидис) (25 марта 1931 — 3 сентября 1936)
- Ириней (Касиматис) (8 ноября 1951 — 1 октября 1961)
- Герасим (Пападопулос) (20 мая 1962 — 12 июня 1995)
- Симеон (Кружков) (16 мая — 21 сентября 1998)
- Кирилл (Катерелос) (23 февраля 2008 — 16 февраля 2021)
- Григорий (Цуцулис) (с 20 марта 2022)